# Březí (okres Břeclav)
Obec Březí (do roku 1949 Prátlsbrun, německy Bratelsbrunn) se nachází v okrese Břeclav v Jihomoravském kraji. Žije zde přibližně 1 800 obyvatel. Jádro obce tvoří tři rovnoběžné ulice kolmé na hlavní dopravní tepnu Mikulov-Znojmo II/414. Tato odlišná orientace je dána z dob Rakouského císařství, kdy byla obec dopravně orientována směrem k Brnu a Vídni. Dopravní spojení na Brno zůstalo, směrem k Vídni však leží nedaleká státní hranice. Jedná se o vinařskou obec v Mikulovské vinařské podoblasti (viniční tratě Ořechová hora, Liščí vrch).

## Název
Nejstarší (14. století) doložená podoba jména je Bratersprun, které bylo v následujících staletích různě hláskově obměňováno (včetně střídání počátečního B- a P-) a interpretováno. Pravděpodobně vzniklo spojením Pratel (zdrobnělina k latinskému prātum - "louka") a Brunn ("studna"), význam jména tedy byl "studna na loučce".

## Historie
První písemná zmínka o obci pochází z roku 1310. Obec vznikla německou kolonizací z blízkého rakouského příhraničí v polovině 13. století. Vysídlení Němců se vzhledem k převážně německému obyvatelstvu dotklo i této obce.
V první části jména vsi mylně spatřováno slovo Braten ("pečeně"), z čehož byl odvozen v roce 1585 znak nově osídlené obce zobrazující studnu, z níž vychází rožeň s nabodnutou pečení . V dnes užívaném znaku uděleném 1998 je nad studnou zavěšen okov na nabírání vody.

## Počet obyvatel
| Sčítání lidu | Domovů | Obyvatelé celkově | Národní příslušnost | Národní příslušnost | Národní příslušnost |
| ------------ | ------ | ----------------- | ------------------- | ------------------- | ------------------- |
| Rok          | Domovů | Obyvatelé celkově | Němci               | Češi                | jiné                |
| 1793         | 191    | 1086              |                     |                     |                     |
| 1836         | 265    | 1569              |                     |                     |                     |
| 1869         | 281    | 1605              |                     |                     |                     |
| 1880         | 283    | 1702              | 1695                | 0                   | 7                   |
| 1890         | 307    | 1769              | 1758                | 9                   | 2                   |
| 1900         | 337    | 1888              | 1859                | 20                  | 9                   |
| 1910         | 349    | 1931              | 1922                | 1                   | 8                   |
| 1921         | 356    | 1726              | 1636                | 24                  | 66                  |
| 1930         | 408    | 1757              | 1563                | 150                 | 44                  |

## Pamětihodnosti
- Kostel svatého Jana Křtitele
- Kaple
- Socha svatého Floriána (zničena po autonehodě) je již opravena
- Socha svatého Jana Nepomuckého
- Fara

## Galerie

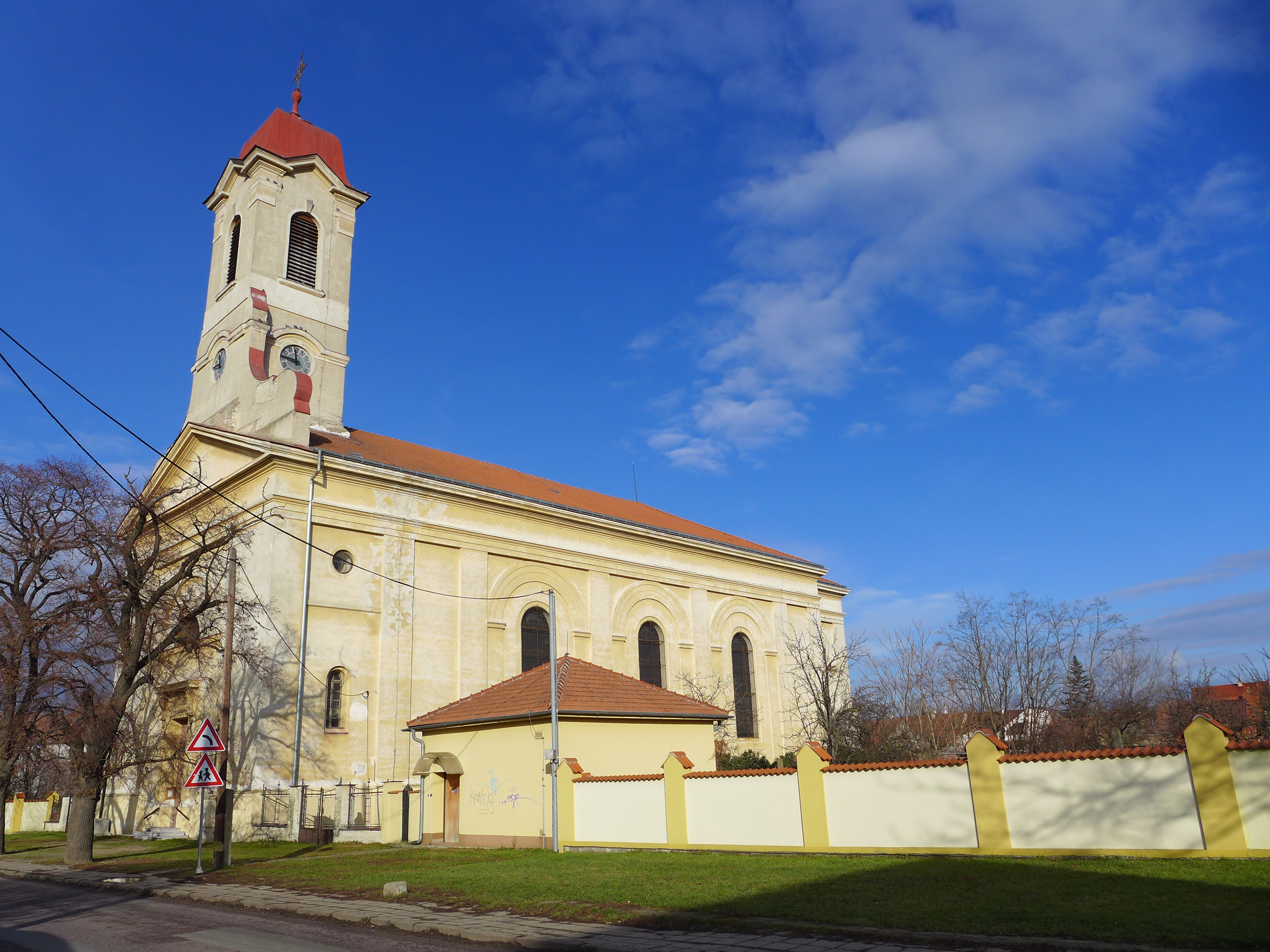
Kostel svatého Jana Křtitele
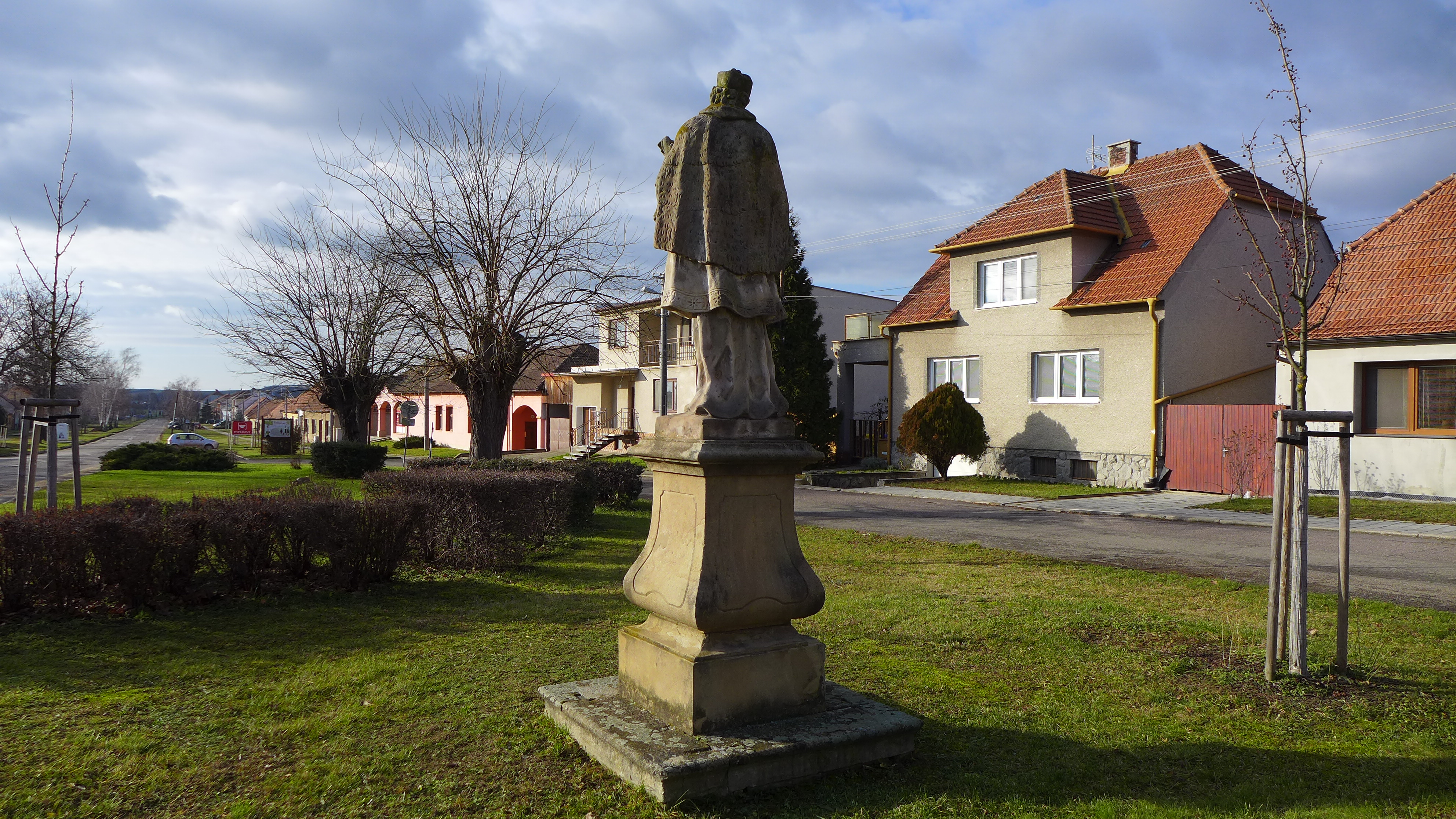
Socha sv. Jana Nepomuckého
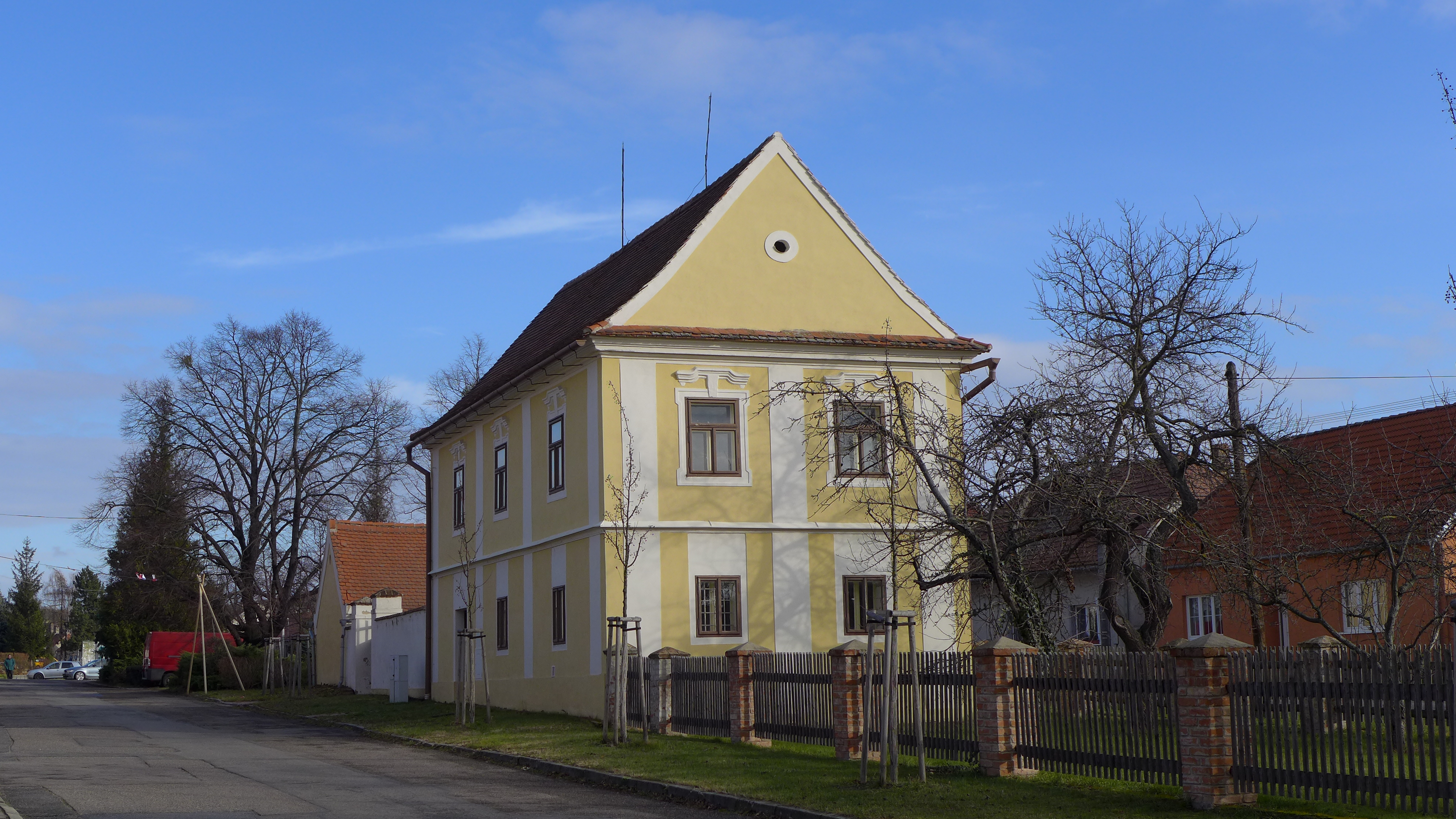
Fara
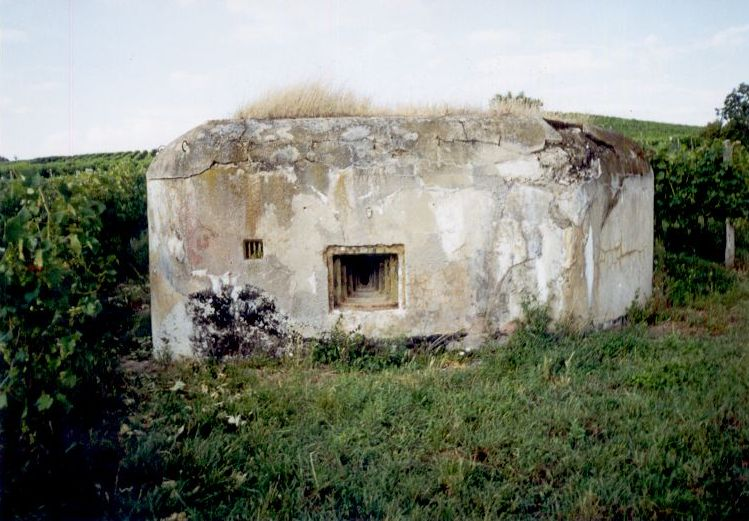
Řopík č. 3110 typ E
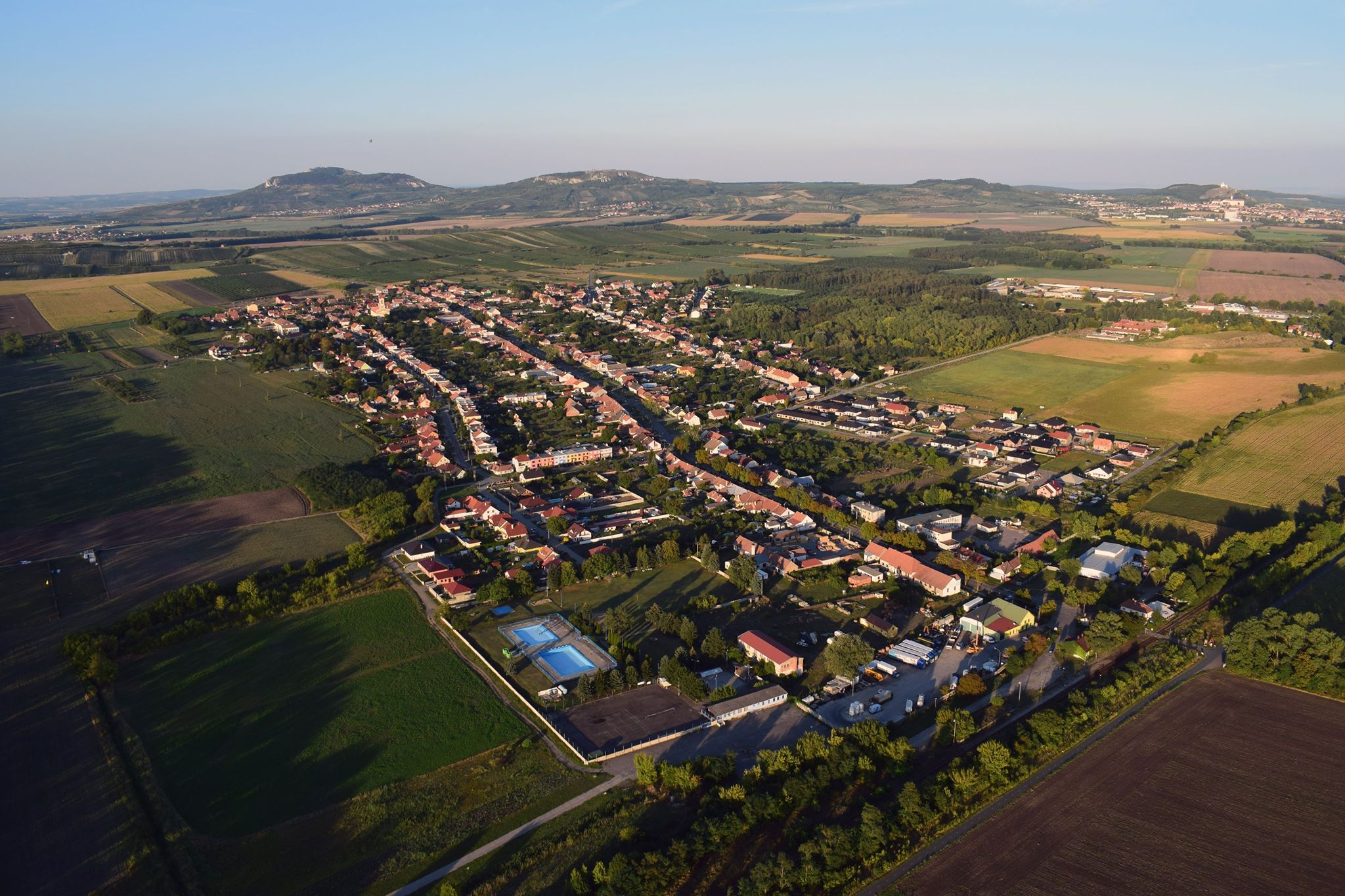
Březí - pohled z ptačí perspektivy
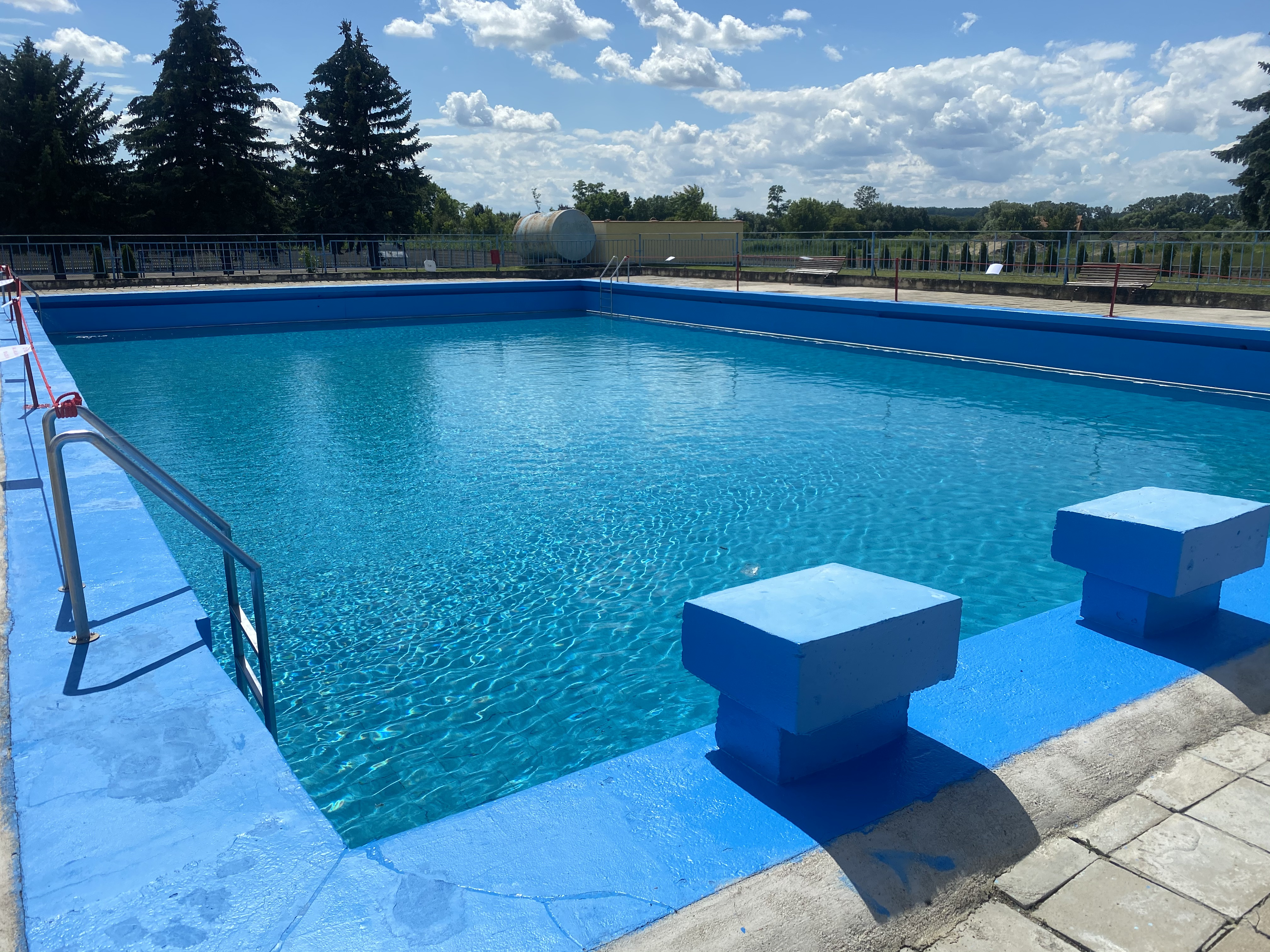
Koupaliště Březí

## Zajímavosti
Obec Březí se dostala do sdělovacích prostředků v souvislosti se zmatky při komunálních volbách 2014. Sdružení Naše Březí napadlo regulérnost voleb, na vývěsce soudu se však objevila Břeclav. Starostou byl 25. listopadu 2014 zvolen Josef Pavlík, který v minulosti už funkci starosty vykonával čtrnáct let.
V obci je množství bunkrů lehkého opevnění, tzv. "řopíků", část z nich již Armáda ČR odprodala zájemcům v rámci výběrových řízení.